# Hechizo de amor (telenovela)
Hechizo de amor es una telenovela realizada por la televisora Venevisión en el año 2000, Original de Alberto Gómez y Silvano Suárez. 
Protagonizada por Emma Rabbe y Guillermo Pérez, y con las participaciones antagónicas de la primera actriz Mayra Alejandra Julio Alcázar y Emma Rabbe como alejandra de larrios. Actuaciones estelares de Wanda D'Isidoro, Alberto Alifa, Miguel Alcántara y la primera actriz Caridad Canelón.

## Sinopsis
Ligia Valderrama (Emma Rabbe) es la hermosa y engreída hija de una familia adinerada que vive en la capital. Pero existen secretos que yacen bajo la fachada de una familia feliz. 
La mujer que ella considera su madre no es la que le dio la vida, y su verdadera madre está internada en un manicomio. A algunas horas de camino del hogar de Ligia vive otra bella mujer con un pasado diferente. Ella es una pobre huérfana criada por una pareja que la adoptó cuando sus padres murieron. 
Ambas mujeres conocen y se enamoran de los hombres de sus sueños, pero a ninguna se le permite casarse. En cambio, ambas parejas son obligadas a separarse y por un tiempo pareciera que ambas jóvenes se casarían con la pareja de la otra.

## Elenco
- Emma Rabbe - Ligia Valderrama de Salazar / Alejandra de Larrios
- Guillermo Pérez - Gabriel Salazar
- Caridad Canelón - Salomé Hernández
- Wanda D'Isidoro - Mabel Alcántara
- Gigi Zanchetta - Carolina Sánchez
- Aroldo Betancourt - Leonardo Sotomayor
- Ana Karina Casanova - Mariana Antúnez
- Alberto Alifa - Juan Diego Urbaneja Castro
- Julio Alcázar - Arturo Urbaneja Castro
- Mayra Alejandra - Doña Raquela de Valderrama
- Carolina López - Beatriz Gutiérrez
- Eva Blanco - Clara de Salazar
- Chony Fuentes - Fedora de Antúnez
- Mónica Rubio - Trinita Sánchez
- Chelo Rodríguez - Adelaida de Sotomayor
- Betty Ruth - Crisanta Hernández
- Mirtha Borges - Marina de Alcántara
- Niurka Acevedo - Penélope Bracho
- Cristina Obín - Inmaculada de Urbaneja
- Judith Vásquez - Iraida Montes
- Ana Castell - Dominga Cárdenas
- Miguel Alcántara - Francisco Valderrama
- Pedro Lander - Marcelo Salazar
- Ernesto Balzi - Alonso Urrutia
- Alexis Escámez - Higinio Pérez
- Julio Bernal - Venancio Alcántara
- Víctor Rentoya - Adalberto Cárdenas
- Miguel David Díaz - Mauricio Sánchez
- Mario Brito - Cheo Meneses
- Víctor Hernández - Claudio Salazar
- Dulce María Pilonieta - Leticia
- José Vieira - Emilio Cárdenas
- Adelaida Mora - Bettina
- Roberto Messuti - Silvio Pérez
- Kimberly Dos Ramos - Marta "Martica" Sánchez
- Mauricio Rentería - Padre Ángel Jesús
- Andreina Yépez - Lorena
- Diego Salazar - Amado Cárdenas
- Ángelo Rizzi - Javier
- Ana Massimo - Luisa Pérez
- Frank Méndez
- Mónica Valero - Mercedes
- Keyla Díaz
- Ana Martínez - Sonia
- Rocío Miranda
- Mauro Boccia
- Ana Zambrano
- Mauricio González -Dr.
- Gaspar 'Indio' González - Dr. Campos
- Jenny Valdés - Sol
- Deyanira Hernández - Doris
- Juan Alfonso Baptista - René Castro
- Víctor Cámara - Jorge Luis Larrios
- Ivette Domínguez - Felicia de Hurtado
- Guillermo Ferrán - Felipe Bracho
- Francisco Ferrari - Dr. Germán Duque
- Fedra López - Natasha
- Eduardo Luna - Det. Miranda
- Antonio Machuca - Dr. Romero
- Isabel Moreno
- Miriam Ochoa - Amalia de Covarrubias
- Gavo Figueira - Albertico Covarrubias
- Patricia Oliveros
- Eliseo Perera - Dr. Acevedo
- Reinaldo José Pérez
- Yvonne Reyes - Regina Fuentes
- Rafael Romero - Hugo Ruiz
- Soraya Sanz - Antonia
- Patricia Tóffoli
- Sonia Villamizar - Ada
- Jhonny Zapata - DR. McGregor
- Eva Mondolfi - Cecilia Larrios
- Yahara Velandia Blanco - Marina (Niña)

## Parodias
- Sancocho de Humor hecha por Cheverísimo el 22 de agosto de 2000
- Limon de Amor hecha por XHGC Fabrica de Comedias el 2 de septiembre de 2000

- Datos: Q9002354